# Vladislav Kliouchine
Vladislav Dmitrievitch Kliouchine (russe : Владислав Дмитриевич Клюшин), né en 1980 dans la région de Moscou en Russie, est un homme d'affaires russe, fondateur et PDG de M-13, une société russe qui offre des services de surveillance des médias et de cybersécurité. Le 21 mars 2021, il est arrêté à son arrivée en Suisse sur la base d'un mandat issu du Département de la Justice des États-Unis,. Il est accusé de délit d'initié, utilisant des données confidentielles volées à des entreprises américaines. Face à son extradition vers les États-Unis, l'avocat de Kliouchine déclare que l'accusation a été fabriquée comme un « prétexte » pour l'amener aux États-Unis, où il sera fait pression sur lui pour qu'il fournisse des informations sur l'opération Fancy Bear du gouvernement russe, qui a cherché à influencer l'élection présidentielle américaine de 2016,,. Il est extradé vers les États-Unis le 19 décembre 2021,,.
Le 14 février 2023, Kliouchine est reconnu coupable d'association de malfaiteurs, de fraude électronique et de fraude en matière de valeurs mobilières par un jury fédéral. Kliouchine est finalement libéré le 1er août 2024 lors d'un échange de 26 prisonniers avec la Russie.